# Kardenolidy
Kardenolidy – związki glikozydowe o steroidowym aglikonie, w którym przy węglu 17 (C-17) znajduje się pierścień laktonowy. Zaliczane są do glikozydów nasercowych. 

## Występowanie
Kardenolidy występują w roślinach takich jak:
- Naparstnica wełnista (Digitalis lanata Ehrh.)
- Naparstnica purpurowa (Digitalis purpurea L.)
- Miłek wiosenny (Adonis vernalis L.)
- Konwalia majowa (Convallaria majalis L.)
- Cebula morska (Drimia maritima)
- Strofant wdzięczny (Strophanthus gratus)

## Kardenolidy endogenne
Kardenolidy mogą być syntezowane endogennie przez neurony podwzgórza i sąsiadującej z nim brzuszno-przedniej okolicy komory trzeciej mózgu. Syntezowane również w korze nadnerczy. Fizjologicznie synteza wzrasta w przypadku wzrostu stężenia sodu we krwi oraz przy zwiększonej objętości krwi.
Kardenolidy endogenne (np. ouobaina i digoksyna) działają jako inhibitory pompy sodowo-potasowej. Dzięki swojej działalności zwiększa się wydalanie sodu w nerkach.
Związki ouobainopodobne hamują również pompy sodowo-potasowe w kardiomiocytach i mięśniówce naczyń krwionośnych oraz neuronach współczulnych. Powoduje to zwiększenie ciśnienia tętniczego oraz uwalnianie do krwi katecholamin. Efektem tego jest zwiększona diureza presyjna. 